# Горе по младенцу Углешу
Горе по младенцу Углешу (серб. Туга за младенцем Угљешом) — средневековое траурное произведение на сербском языке, описывающий скорбь матери после смерти ребёнка. Автор произведения Елена Мрнячевич.

## История
Произведение было написано вскоре после смерти четырехлетнего Углеши, сына Елены Мрнячевич и деспота Сереса Йована Углеши. Текст произведения был выгравирован серебром на внешней стороне деревянного крестильного диптиха в форме книги. Углеша был похоронен в Хиландарском монастыре, рядом со своим дедом, отцом Елены.

## Описание
Текст состоит из двух частей: в первой Елена описывает свой дар монастырю (диптих) и пишет о своей утрате. Во втором она обращается к Христу и Богородице, рассказывая о горе матери из-за смерти ребенка. Это произведение, наряду с двумя другими текстами, написанными Еленой (также известной под монашеским именем Ефимия), относится к одному из самых красивых произведений средневековой сербской литературы по тематике, композиции и манере изображения.